# Юровский, Владимир Михайлович (композитор)
Владимир Михайлович Юро́вский (7 (20) марта 1915, Тараща, Киевская губерния — 26 января 1972, Москва) — советский композитор и пианист. Заслуженный деятель искусств РСФСР (1969).

## Биография
Родился в Тараще Киевской губернии в еврейской семье. Его отец Михель Янкелевич (Янкель-Йосевич) Юровский, фастовский мещанин, был фотографом, владельцем фотоателье, и оставил цикл важных исторических фотографий Таращи. Мать — Хава Юдковна Юровская.
В 11 лет начал работать тапёром. Учился в киевском музыкальном техникуме и одновременно работал суфлёром, затем помощником дирижёра в Киевском оперном театре. В 1938 году окончил Московскую Государственную консерваторию по классу Н. Я. Мясковского.
30 декабря 1942 года, в находящемся в эвакуации в Куйбышеве Большом театре, состоялась премьера балета Юровского «Алые паруса» (по повести А. Грина). Этому сочинению дал высокую оценку в своей рецензии в газете «Правда» Дмитрий Шостакович. 
Другие сочинения: балеты — «Под небом Италии» (по мотивам «Сказок об Италии» М. Горького, 1952), «Заколдованый мальчик», «Золотая антилопа» (1960), «Перед рассветом» (1961), «Янко-музыкант» (1961); опера «Дума про Опанаса» (по одноимённой поэме Э. Багрицкого 1940); оратории; кантаты; четыре симфонические поэмы (1934—1964); музыка к театральным постановкам, а также к художественным и мультипликационным фильмам («Конец Санкт-Петербурга», «Новая Москва», «Старый наездник» и др.); песни на стихи советских поэтов («Ты поила коня» на слова С. Есенина, «Нас водила молодость» на слова Э. Багрицкого и др.).
Урна с прахом захоронена в колумбарии Донского кладбища.

## Семья
Сын — дирижёр Михаил Юровский; внуки — дирижёры Владимир Юровский (род. 1972) и Дмитрий Юровский (род. 1979); внучка — пианистка и музыкальный педагог Мария Дрибинская (Юровская).
Тесть — дирижёр, организатор и первый руководитель Государственного оркестра Министерства кинематографии СССР, член Еврейского антифашистского комитета Давид Семёнович Блок (1888—1948).

## Фильмография
- 1927 — Конец Санкт-Петербурга («Петербург-Петроград-Ленинград»)
- 1937 — Глубокий рейд («Гордые соколы»)
- 1938 — Новая Москва («Весёлая Москва», «Песня о Москве»)
- 1939 — Высокая награда
- 1939 — Ночь в сентябре
- 1940 — Старый наездник
- 1948 — Путь славы
- 1953 — Таинственная находка
- 1954 — Золотая антилопа (мультфильм)
- 1955 — Заколдованный мальчик (мультфильм)
- 1955 — В квадрате 45
- 1956 — Дело № 306
- 1956 — Поэт
- 1957 — Случай в пустыне
- 1957 — Верлиока (мультфильм)
- 1957 — Цель его жизни
- 1958 — Солдатское сердце
- 1959 — Василий Суриков
- 1960 — Евгения Гранде
- 1961 — Дуэль
- 1961 — Подводная лодка
- 1962 — Исповедь
- 1963 — Встреча на переправе
- 1963 — Теперь пусть уходит
- 1964 — Я — Берёза
- 1965 — Чьи в лесу шишки? (мультфильм)
- 1967 — Паровозик из Ромашкова (мультфильм)
- 1967 — Ну и Рыжик! (мультфильм)
- 1967 — Легенда о злом великане (мультфильм)

## Галерея
- Дом Юровских в Тараще
- Дом семьи Юровских в Тараще (современный вид)
- Дом таращанского общества потребителей (фотография М. Юровского)